# Realismo sujo
Realismo sujo (Dirty realism, no original) é um movimento literário norte-americano nascido em 1970, em que a narrativa é despojada de suas características fundamentais, caracterizada por uma linguagem econômica, direta e seca, e por uma abordagem crua e desromantizada da vida cotidiana. Essa vertente está inserida dentro de uma tradição minimalista norte-americana, muitas vezes associada ao pós-modernismo literário.
Este movimento é um derivado do minimalismo. No minimalismo, o realismo sujo é caracterizado por uma economia de palavras e um foco na descrição superficial. Autores que trabalham dentro do gênero tendem a afastar-se de advérbios e preferem permitir que o contexto dite os significados. Os personagens de histórias minimalistas e romances tendem a ser corriqueiros.
O termo "dirty realism" foi cunhado pelo crítico Bill Buford, então editor da revista britânica Granta, para descrever um grupo de autores norte-americanos que estavam sendo publicados e celebrados nos anos 1980 por sua prosa contida e foco nos aspectos ordinários da vida.
Embora tenha nascido como um rótulo editorial, o realismo sujo é hoje reconhecido como uma estética particular dentro da ficção contemporânea norte-americana. Sua influência pode ser observada em autores mais recentes como Denis Johnson e Mary Gaitskill.

## Autores notáveis
Autores ligados ao realismo sujo frequentemente exploram temas como a solidão, o alcoolismo, a pobreza, os relacionamentos fracassados, a banalidade da vida suburbana e a alienação social. A prosa é marcada por frases curtas, vocabulário simples e ausência de sentimentalismo.
Entre os principais representantes do realismo sujo estão:
- Raymond Carver: Frequentemente considerado o expoente máximo do gênero. Sua coletânea "What We Talk About When We Talk About Love" (1981) é emblemática do estilo. Carver foi também editor e colaborador da revista "Esquire", um dos espaços de divulgação do movimento.
- Charles Bukowski: Embora mais próximo do chamado "realismo visceral" ou "literatura bruta", Bukowski é frequentemente associado ao realismo sujo por seu retrato descarnado da marginalidade urbana e da vida boêmia. Obras como "Factotum" e "Mulheres" exemplificam bem esse universo.
- Richard Ford: Com a coletânea de contos "Rock Springs" (1987), Ford também se insere na vertente, abordando vidas ordinárias e perdidas em pequenas cidades norte-americanas.
- Tobias Wolff e Jayne Anne Phillips: Outros autores por vezes vinculados ao grupo, embora com variações formais.